# Cenzura internetului

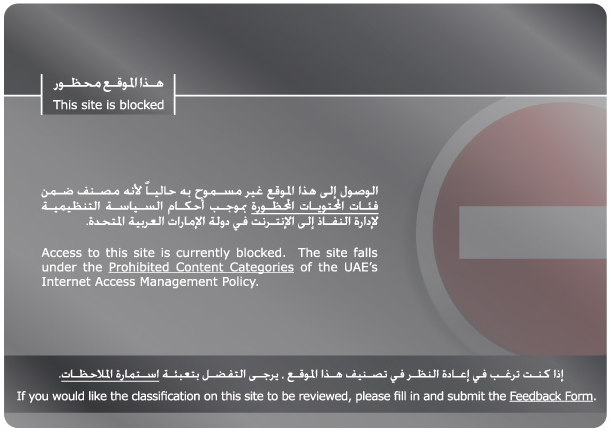
Gradul de cenzură pe internet variază de la o țară la alta. Democrațiile au de obicei o cenzură moderată, permițând cetățenilor să acceseze informații și să participe la dezbateri publice, deși cu unele restricții justificate. În contrast, regimurile totalitare impun limitări severe accesului la Internet pentru a controla narațiunea și a suprima disidența. Ei folosesc cenzura ca instrument pentru a restricționa comunicarea și pentru a preveni dezbaterile pe probleme politice și sociale, în special în timpul evenimentelor critice, cum ar fi alegerile sau protestele.

Cenzura internetului este controlul legal sau suprimarea a ceea ce poate fi accesat, publicat sau vizualizat pe internet. Cenzura se aplică cel mai adesea unor domenii de internet specifice (cum ar fi, de exemplu, Wikipedia.org), dar, în mod excepțional, se poate extinde la toate resursele de internet situate în afara jurisdicției statului de cenzură. Cenzura internetului poate pune, de asemenea, restricții asupra informațiilor care pot fi făcute accesibile pe internet. Organizații care oferă acces la internet – precum școli și biblioteci – pot alege să împiedice accesul la materiale pe care le consideră nedorite, ofensatoare, neadecvate vârstei sau chiar ilegale și consideră acest lucru ca un comportament etic mai degrabă decât ca cenzură. Persoanele și organizațiile se pot angaja în autocenzura materialului pe care îl publică, din motive morale, religioase sau de afaceri, pentru a se conforma normelor societale, opiniilor politice, din cauza intimidării sau din teama de consecințe legale sau de altă natură.
     Fără cenzură
     Un fel de cenzură
     Țară sub supravegherea Reporterilor Fără Frontiere
     Cele mai cenzurate țări

Cenzura Internetului după țară
Fără cenzură
Un fel de cenzură
Țară sub supravegherea Reporterilor Fără Frontiere
Cele mai cenzurate țări
Note: Această imagine folosește date din 2009. Undele date s-au schimbat, mai ales cele ce privesc Cenzura Internetului în Tunisia, Egipt sau Libia ca urmare a Primăverii Arabe din 2011.

Amploarea cenzurii pe internet variază de la o țară la alta. În timp ce unele țări au o cenzură moderată pe internet, alte țări ajung până la limitarea accesului la informații precum știri și suprimă și reduc la tăcere discuțiile dintre cetățeni. Cenzura internetului apare, de asemenea, ca răspuns la sau în anticiparea unor evenimente precum alegeri, proteste și revolte. Un exemplu este cenzura crescută din cauza evenimentelor Primăverii Arabe. Alte tipuri de cenzură includ utilizarea drepturilor de autor, defăimarea, hărțuirea și diverse reclamații de materiale obscene ca o modalitate de a suprima în mod deliberat conținutul.
Sprijinul și opoziția față de cenzura pe internet variază, de asemenea. Într-un sondaj al Internet Society din 2012, 71% dintre respondenți au fost de acord că „cenzura ar trebui să existe într-o anumită formă pe internet”. În același sondaj, 83% au fost de acord că „accesul la Internet ar trebui considerat un drept fundamental al omului” și 86% au fost de acord că „libertatea de exprimare ar trebui garantată pe internet”. Percepția asupra cenzurii pe internet în SUA se bazează în mare parte pe Primul Amendament și pe dreptul la libertate extinsă de exprimare și acces la conținut, fără a ține cont de consecințe. Potrivit GlobalWebIndex, peste 400 de milioane de oameni folosesc rețele private virtuale pentru a evita cenzura sau pentru a spori confidențialitatea utilizatorilor.

## Prezentare generală
Multe dintre provocările asociate cu cenzura pe internet sunt similare cu cele pentru cenzura offline a mediei tradiționale, cum ar fi ziare, reviste, cărți, muzică, radio, televiziune și film. O diferență este că granițele naționale sunt mai permeabile online: rezidenții unei țări care interzic anumite informații le pot găsi pe site-uri web găzduite în afara țării. Astfel, cenzorii trebuie să lucreze pentru a împiedica accesul la informații, ⁣chiar dacă le lipsește controlul fizic sau legal asupra site-urilor web în sine. Acest lucru necesită, la rândul său, utilizarea unor metode tehnice de cenzură care sunt unice pentru Internet, cum ar fi blocarea site-urilor și filtrarea conținutului.
Opiniile despre fezabilitatea și eficacitatea cenzurii pe internet au evoluat în paralel cu dezvoltarea internetului și a tehnologiilor de cenzură:
- Un articol din 1993 din Time Magazine îl citează pe informaticianul John Gilmore, unul dintre fondatorii Electronic Frontier Foundation, spunând „Netul interpretează cenzura ca o eroare și o ocolește”.
- În noiembrie 2007, „Părintele Internetului” Vint Cerf a declarat că el consideră că controlul guvernamental asupra internetului eșuează, deoarece Web-ul este aproape în întregime proprietate privată.
- Un raport de cercetare realizat în 2007 și publicat în 2009 de Centrul Berkman pentru Internet și Societate de la Universitatea Harvard a afirmat că: „Suntem încrezători că dezvoltatorii de instrumente [ pentru eludarea cenzurii ] vor fi, în cea mai mare parte, înaintea eforturilor de blocare ale guvernelor.", dar și că „...credem că mai puțin de două procente din toți utilizatorii de internet filtrați folosesc instrumente de eludare”.
- În schimb, un raport din 2011 al cercetătorilor de la Oxford Internet Institute, publicat de UNESCO, concluzionează că „... controlul informațiilor pe Internet și pe Web este cu siguranță fezabil și, prin urmare, progresele tehnologice nu garantează o mai mare libertate de exprimare”.

Blocarea și filtrarea se pot baza pe liste negre, relativ statice, sau pot fi determinate mai dinamic pe baza unei examinări în timp real a informațiilor care sunt transmise. Listele negre pot fi produse manual sau automat și adesea nu sunt disponibile pentru cei care nu sunt clienții software-ului de blocare. Blocarea sau filtrarea se poate face la nivel național centralizat, la nivel regional descentralizat sau la nivel instituțional, de exemplu în biblioteci, universități sau internet cafe-uri. Blocarea și filtrarea pot varia, de asemenea, într-o țară în funcție de diferiți furnizori de servicii Internet. Țările pot filtra continuu conținutul sensibil și/sau pot introduce filtrare temporară în perioadele cheie, cum ar fi alegerile. În unele cazuri, autoritățile de cenzură pot bloca în secret conținutul pentru a induce publicul în eroare să creadă că cenzura nu a fost aplicată. Acest lucru se realizează prin returnarea unui mesaj de eroare fals „Indisponibil” atunci când se încearcă accesarea unui site web blocat.
Cu excepția cazului în care cenzorul deține control total asupra tuturor computerelor conectate la internet, cum ar fi în Coreea de Nord (care folosește un intranet pe care doar cetățenii privilegiați îl pot accesa) sau Cuba, cenzura totală a informațiilor este foarte dificil sau imposibil de realizat din cauza naturii distribuite a Internetului. Pseudonimitatea și paradisurile de date (cum ar fi Freenet ) protejează libertatea de exprimare folosind tehnologii care garantează că materialul nu poate fi eliminat și împiedică identificarea autorilor. Utilizatorii avansați din punct de vedere tehnologic pot găsi adesea modalități de a accesa conținutul blocat. Cu toate acestea, blocarea rămâne un mijloc eficient de limitare a accesului la informațiile sensibile pentru majoritatea utilizatorilor atunci când cenzorii, cum ar fi cei din China, sunt capabili să aloce resurse semnificative pentru construirea și menținerea unui sistem cuprinzător de cenzură.
Termenul „ splinternet ” este uneori folosit pentru a descrie efectele firewall-urilor naționale. Termenul „ crab de râu” se referă în mod colocvial la cenzura internetului, în special în Asia.